# Kannabinoid
Kannabinoidok – a kannabinoid receptorokra ható szerves kémiai vegyületek csoportja. A kannabinoidok más típusainak felfedezése előtt ez a név csak a kannabiszban található anyagokra terjedt ki. Jelenleg ez a vegyületcsoport a következőkre oszlik:
- Növényi kannabinoidok – növényi alkaloidokként előfordulnak, pl.: tetrahidrokannabinol (a marihuána fő pszichoaktív anyaga), tetrahidrokannabivarin, kannabinol.
- Endokannabinoidok – az állatok, köztük az emberek szervezetében is megtalálhatók, pl anandamid
- Szintetikus kannabinoidok – mesterséges, pl. CP-55940, HU-210, parahexil.

A növényi kannabinoidok vízben oldhatatlanok, de oldódnak zsírokban, alkoholokban és más nem poláris szerves oldószerekben.
Számos értékes hatású anyagot állítottak elő kémiai szintézissel, ilyen például a rimonabant, egy karcsúsító és addiktív gyógyszer.
Kannabinoid receptorok
A kannabinoidok, miután a sejt kannabinoid receptoraihoz kapcsolódnak, blokkolják a kalciumionok befolyását az extracelluláris folyadékból a citoplazmába, és gátolják a cAMP termelődését. Ennek eredményeként megváltozik a sejtek anyagcseréje, és változások következnek be a hormonok és a neurotranszmitterek felszabadulásában.